# Route départementale 191 (Yvelines)
Pour les articles homonymes, voir Route départementale 191.
La route départementale 191 ou D191, est l’un des axes importants du département des Yvelines tant au plan de la circulation routière locale qu'au plan de la circulation régionale.
Il s'agit, historiquement, d'un tronçon de l'ancienne route nationale 191 déclassée au milieu des années 1990.
Elle pallie, avec la route départementale 30, l'absence de Francilienne dans l'ouest de l'Île-de-France en ce sens qu'elle permet la liaison, du nord au sud, entre l'autoroute de Normandie (A13), la route nationale 12 et la route nationale 10. Au-delà, cette RN 10 permet de rejoindre l'autoroute A11 à Ablis puis, de là, la route nationale 191 mène à l'autoroute A10 à Allainville.
Depuis bientôt 30 ans, il est envisagé de réaliser une déviation à la D191 entre l'autoroute A13 (Epône) et la N10 (Les Essarts le Roi). Ce projet, initialement appelé A88, dans le SDAURIF de 1976, est devenu la "Voie nouvelle de la vallée de la Mauldre" avec son inscription au SDRIF de 1994.

## Itinéraire
La D191 suit la vallée de la Mauldre de son début au Poteau d'Épône jusqu'au Pontel à Villiers-Saint-Frédéric, soit 18 km sur les 33 km totaux, puis elle traverse l'est de la plaine de Montfort-l'Amaury avant de traverser l'est de la forêt de Rambouillet pour en sortir à l'approche des Essarts-le-Roi.
Dans le sens nord-sud, les communes traversées sont :
- Épône, début de la route au lieu-dit le Poteau d'Épône sur la route départementale 113, ancienne route nationale 13 (Orgeval - Mantes-la-Jolie)

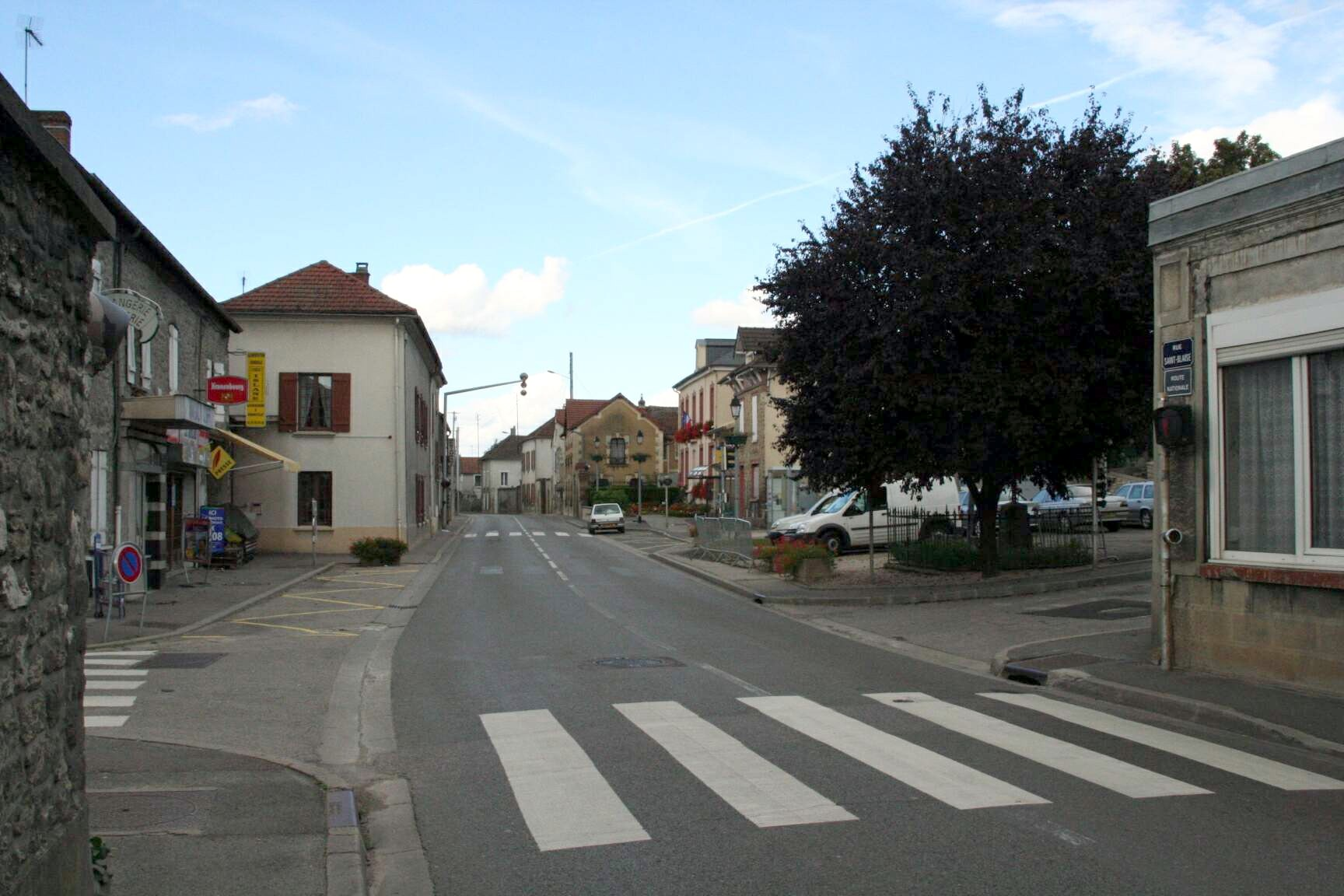
La RD 191 dans le centre de Nézel.

- Nézel, franchissement de la ligne de la vallée de la Mauldre par un passage à niveau
- Aulnay-sur-Mauldre, franchissement de la ligne de la vallée de la Mauldre par un passage à niveau
- Maule, début de la route départementale 45 vers Les Alluets-le-Roi et Orgeval

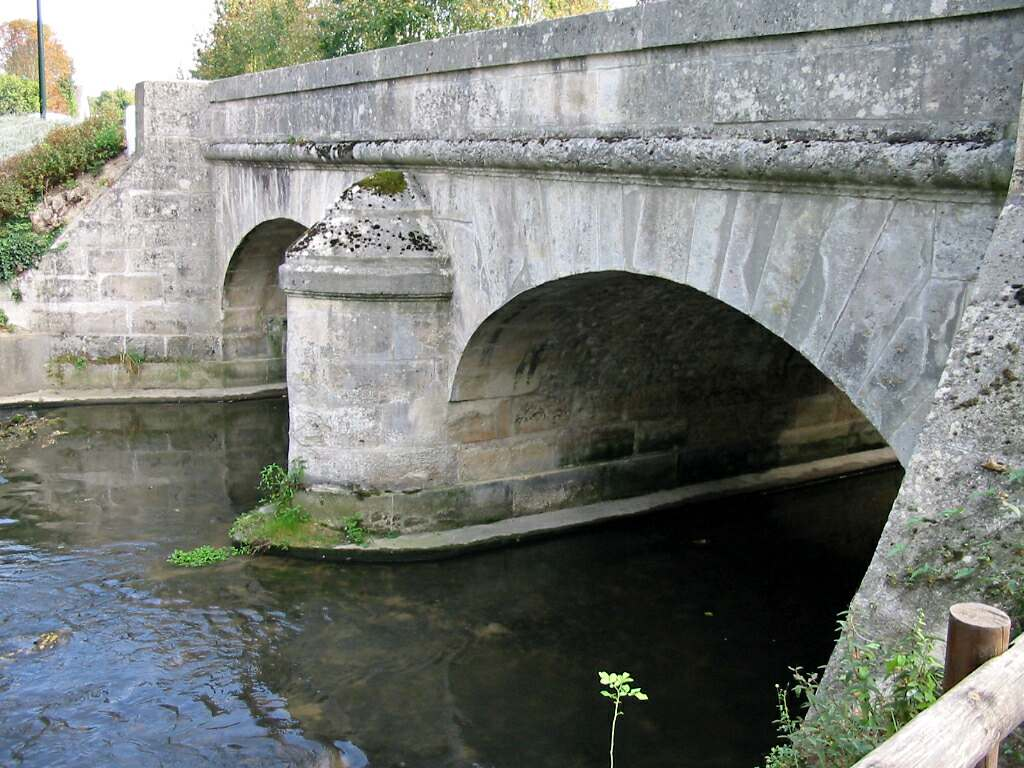
Pont sur la Mauldre (XIXe siècle) à Mareil-sur-Mauldre.

- Mareil-sur-Mauldre, début de la route départementale 307 vers Saint-Nom-la-Bretèche et La Celle-Saint-Cloud
- Montainville,
- Beynes, fusion, dans la quasi-totalité de la traversée du village, avec la route départementale 119 (Chavenay - Hargeville) entre la route de Marcq et le carrefour de l'Estandart,
- Villiers-Saint-Frédéric, fusion avec la route départementale 11 (Saint-Cyr-l'École - Septeuil) entre le rond-point du lycée professionnel Viollet-le-Duc et le rond-point du Pontel,
- Neauphle-le-Vieux, 
  - franchissement de la ligne Paris-Granville par un passage inférieur (pont-rail)
  - fusion avec la route départementale 912 (Trappes - Houdan) entre le rond-point du Pontel et le carrefour à proximité de Saint-Aubin et croisement avec la route départementale 34 (Neauphle-le-Vieux - Les Essarts-le-Roi) ; la D912 mène, au carrefour du Pontel, vers l'est, à la route nationale 12 vers Paris en traversant Jouars-Pontchartrain et, au carrefour près de Saint-Aubin, vers l'ouest, à la N12 vers Houdan.
- Mareil-le-Guyon, franchissement supérieur de la route nationale 12,
- Bazoches-sur-Guyonne, croisement avec la route départementale 13 (Maurepas - Montfort-l'Amaury) au carrefour du Cheval-mort,
- Les Mesnuls, début de la route départementale 155 vers Montfort-l'Amaury,
- Les Bréviaires, traversée de la forêt de Rambouillet et début de la route départementale 60 vers le centre des Bréviaires,
- Les Essarts-le-Roi,
- Le Perray-en-Yvelines où la route devient la limite entre ces deux communes :
  - entrée sur la route nationale 10 en direction du sud (Rambouillet) et sortie de la même N10 en provenance du nord
  - échangeur au rond-point de l'Artoire, qui marque la fin du tracé, avec entrée sur la N10 en direction du nord (Coignières et Trappes), sortie de la N10 en provenance du sud et début de la route départementale 910  qui mène au Perray-en-Yvelines.